# Córka górnika
Córka górnika – amerykański film biograficzny z 1980 na podstawie autobiografii Loretty Lynn napisanej wspólnie z George’em Vecseyem.
W 2019 Biblioteka Kongresu USA umieściła obraz na liście amerykańskiego dziedzictwa filmowego jako ważny pod względem kulturalnym, historycznym i estetycznym (culturally, historically, or aesthetically significant).

## Fabuła
Loretta Lynn była córką górnika. Żyła w biednej rodzinie. Mając 13 lat, wyszła za mąż za Mooneya i szybko rodziła kolejne dzieci. Mąż odkrył w niej talent muzyczny i na rocznicę ślubu kupił jej gitarę. Ten prezent otwiera bohaterce drogę do kariery wokalistki country.

## Obsada
- Sissy Spacek – Loretta Lynn
- Tommy Lee Jones – „Mooney” Lynn
- Levon Helm – Ted Webb
- Phyllis Boyens – „Clary” Webb
- William Sanderson – Lee Dollarhide
- Beverly D’Angelo – Patsy Cline
- Robert Elkins – Bobby Day
- Bob Hannah – Charlie Dick
- Ernest Tubb – on sam

## Nagrody i nominacje
Oscary za 1980 r.
- najlepsza aktorka – Sissy Spacek
- najlepszy film – Bernard Schwartz (nominacja)
- najlepszy scenariusz adaptowany – Thomas Rickman (nominacja)
- najlepsze zdjęcia – Ralf D. Bode (nominacja)
- najlepsza scenografia i dekoracje wnętrz – John W. Corso, John M. Dwyer (nominacja)
- najlepszy dźwięk – Richard Portman, Roger Heman Jr., James R. Alexander (nominacja)
- najlepszy montaż – Arthur Schmidt (nominacja)

Złote Globy za 1980 r.
- najlepsza komedia lub musical
- najlepsza aktorka w komedii lub musicalu – Sissy Spacek
- najlepszy aktor w komedii lub musicalu – Tommy Lee Jones (nominacja)
- najlepsza aktorka drugoplanowa – Beverly D’Angelo (nominacja)

Nagrody BAFTA za 1981 r.
- najlepszy dźwięk – Gordon Ecker, James R. Alexander, Richard Portman, Roger Heman Jr. (nominacja)
- najlepsza aktorka – Sissy Spacek (nominacja)